# Chkonjumla
Chkonjumla (en georgiano: ჭყონხუმლა; en abjasio: Ҷҟонхәымла) es una aldea que pertenece a la parcialmente reconocida República de Abjasia, dentro del distrito de Gali, aunque de iure es parte del municipio de Gali de la República Autónoma de Abjasia de Georgia.

## Geografía
Chkonjumla está a 10 km de Gali. Las aldea se administra desde el pueblo de Chuburjinyi. 